# Andalucía Film Commission
Andalucía Film Commission (AFC) es una oficina de asesoramiento sin ánimo de lucro que tiene como objetivo apoyar a los productores de cine en la logística de sus producciones y promover la difusión de Andalucía y la calidad de los servicios del sector audiovisual andaluz. Es miembro de pleno derecho de la Asociación Internacional de Film Commissions (AFCI), con sede en Los Ángeles.
La comisión informa sobre posibles localizaciones en Andalucía y coordina la industria audiovisual y las compañías de producción con las administraciones públicas, realizando una labor orientada a atraer repercusiones económicas en el territorio andaluz.